# بلیشچه

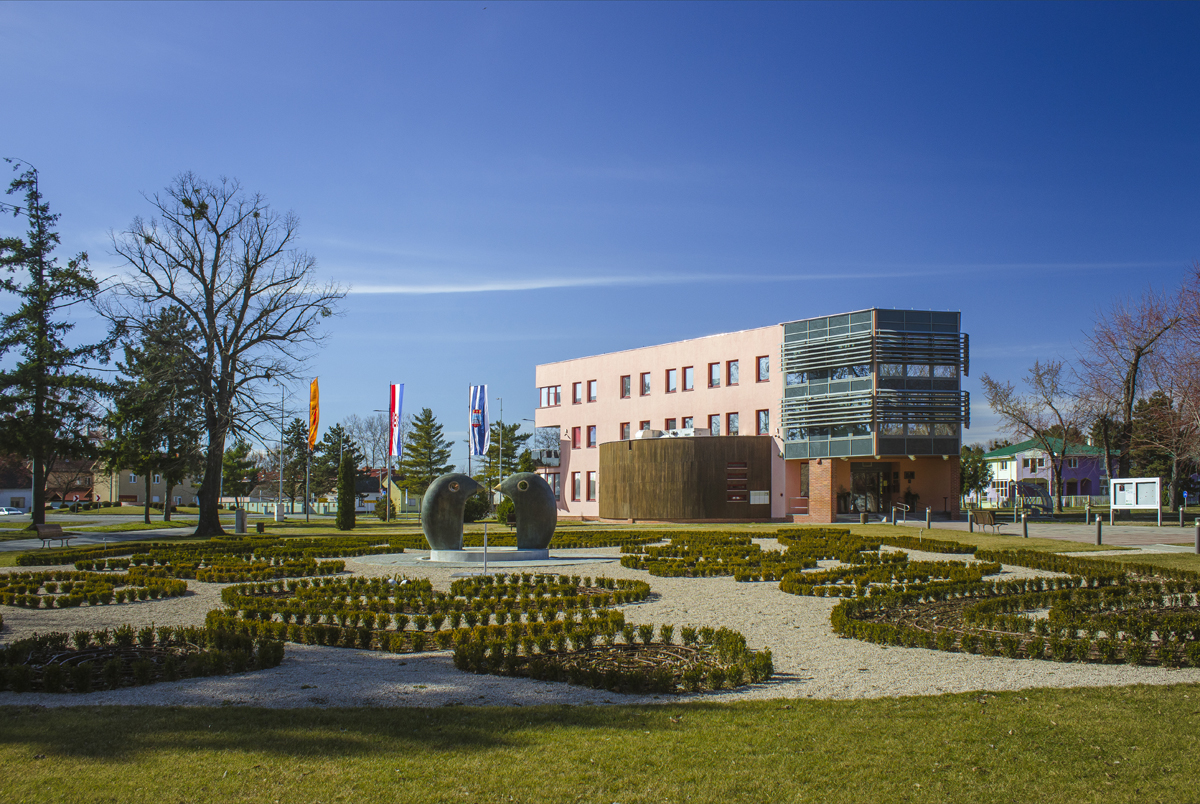
بلیشچه

بـِلیشچه (به کرواتی: Belišće) شهری در اوسییک-بارانجا کشور کرواسی است که جمعیت آن در سال ۲۰۱۱ میلادی ۱۱٬۱۶۴ نفر بوده‌است.